# JI dio o. Molata
JI dio o. Molata este o arie protejată (sit de importanță comunitară — SCI) din Croația întinsă pe o suprafață de 571,91 ha, integral marine.

## Localizare
Centrul sitului JI dio o. Molata este situat la coordonatele 44°13′01″N 14°54′29″E / 44.217°N 14.908°E.

## Înființare
Situl JI dio o. Molata a fost declarat sit de importanță comunitară în iulie 2013 pentru a proteja un număr necunoscut de specii din flora spontană și fauna sălbatică aflate în arealul zonei.

## Biodiversitate
Situată în ecoregiunea marină mediteraneană, aria protejată conține 2 habitate naturale: Straturi cu Posidonia (Posidonion oceanicae), Recifuri.
La baza desemnării sitului se află un număr nedeclarat de specii protejate.